# Gjaru szubkultúra

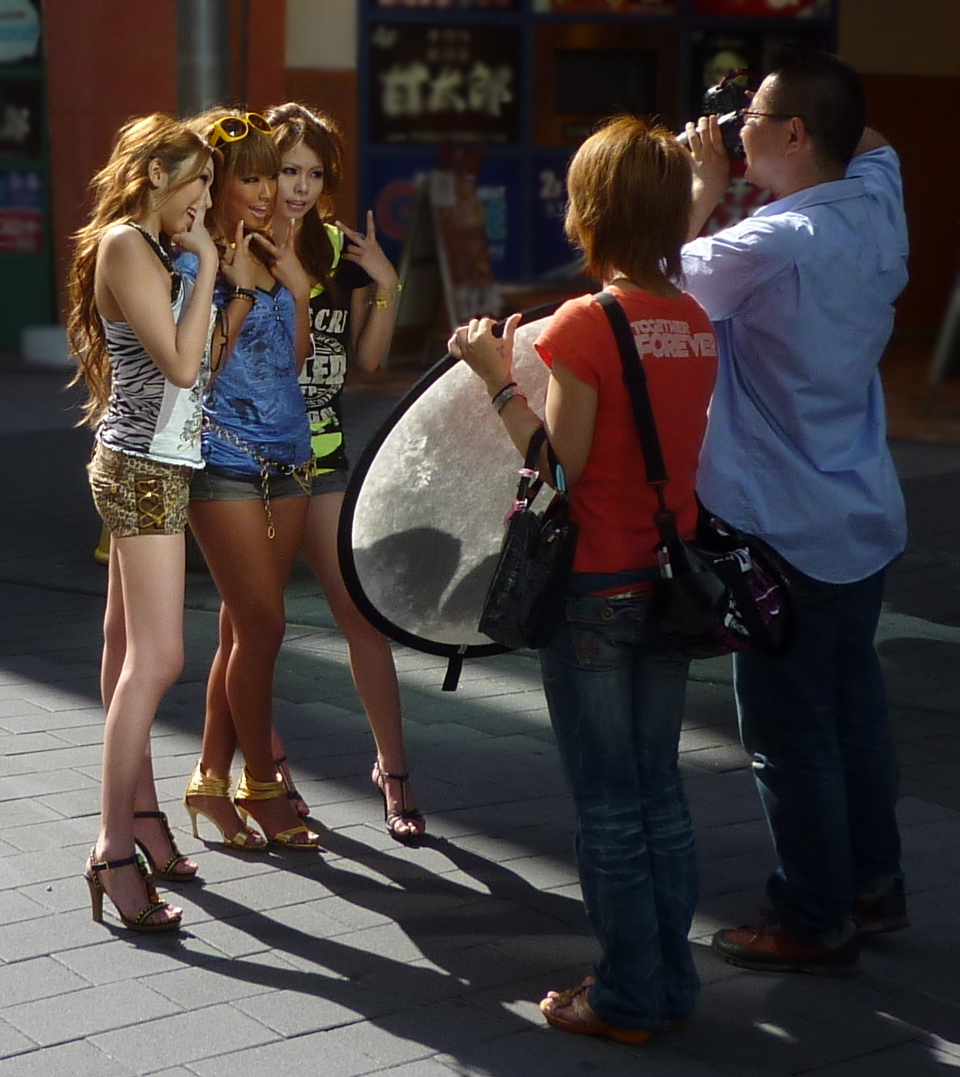
Gjar lányok fotózása Ikebukuróban

A gjaru (ギャル) japán utcai divatirányzat, mely az angol gal (csaj) szóból származik. Az 1970-es években a gal farmer márkán keresztül terjedt, melynek szlogenje a „Nem tudok férfiak nélkül élni” volt. Az irányzatot főleg tinédzserek képviselték. Az 1980-as években a stílus kissé elavulttá vált, és fokozatosan csökkent a követőinek száma, de a mai napig is több száz tinédzser vallja ezt a fajta irányzatot.

## Stílus jellemzői
A stílus jellemzői, a festett haj, mely általában szőke, de a barna több árnyalatában is felfedezhető. Viszonylag feltűnő és sok sminket használnak. Jellemző még rájuk a túldíszített műköröm, rövid szoknyák használata, és a sok kiegészítő.

## Alkategóriái

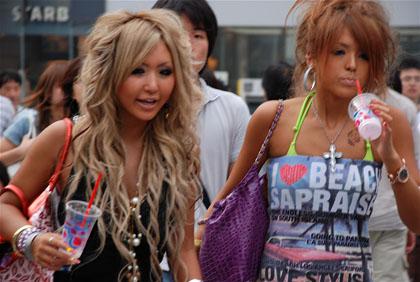
Gjar lányok, Tokió Sibuja városrészében

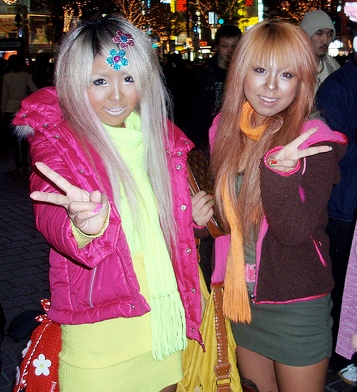
Ganguro lányok

Különböző alkategóriái léteznek. Leghíresebb a kogjaru, ganguro és a himegjaru.
- Kogjaru (コギャル): Jelentése : középiskolás lány. Főként középiskolások irányzata. Jellemző rájuk a rövid szoknya, lábszármelegítő és a mobiltelefon állandó használata és azzal való képek rögzítése. Ez az irányzat az iskolai rendszer ellen tiltakozik/tiltakozott ( nem lehet kiegészítőket viselni, smink, rövid szoknya, telefon használat sem megengedett ). 1994-ben a stílus elterjedése érdekében létre jött az "Egg" nevezetű tinédzser magazin. Az 1990-es évek közepére rájuk akasztották az "Endzsó-kósai" kifejezést, melynek jelentése: amatőr prostitúció. Azzal a váddal illeték őket, hogy férfiakkal hálnak pénzért, hogy aztán ruházatra, kiegészítőkre költsék azt. A stílus a 2000-es évek elejére érte el csúcspontját.
- Ganguro (ガングロ): Jellemző rájuk az igen erősen szoláriumozott bőr, továbbá a szőkített haj. Ez az irányzat a ’90-es évektől 2000 elejéig volt népszerű. Bőrszínük teljes mértékben ellentétes a hagyományos japán szépségideállal, a fehér bőrrel, mely tisztaságot és a szépséget fejezi ki. Így az agyonszoláriumozott, festett bőr a higiénia hiányát és a megvetést váltja ki sok japán számára.
- Himegjaru ( ヒメギャル): hime jelentése: hercegnő. Vagyis olyan nők, akik hercegnőnek öltöznek. A hajszín szőkétől a feketéig változik és többnyire dús és fésült, valamint jellemzi őket a rózsaszín minden árnyalata.

Elterjedt még a:
- Gjaru-kei(ギャル系): Általános gal stílus mely nem igényli a bőr barnítását. Sokan követik ezt a fajta stílust, hiszen nem olyan megbotránkoztató.
- Bibinba (ビビンバ): Rengeteg arany kiegészítőt visel képviselője.
- Manba (マンバ) : Jellemzője a nagyon sötét bőr, a fehér rúzs, színes kontaktlencse. Orrukon egy fehér csík fut végig (smink).
- Banba (バンバ):  Kevésbé sötét a bőrük, világosabb színű sminket alkalmaznak. Glittert használnak. Hajukban jellemző a színes/neon színű hajtincs. Az extrább műszempillák és kontaktlencsék is mérvadóak. (A Kjoba bo-i a férfi verziója a banbának.)
- Gjaruo (ギャル男): Gyakorlatilag a gjaru stílus férfi változata.
- Jamanba (ヤマンバ) : Hasonlít a manbához, csak a szem feletti részt fedi fehér smink.
- Gjaru mama (ギャルママ): Azokra a nőkre használják, akik még gyermekvállalás után sem mondanak le a gal stílusról.

## Fordítás
- Ez a szócikk részben vagy egészben  a   Gyaru című angol Wikipédia-szócikk ezen változatának fordításán alapul.  Az eredeti cikk szerkesztőit annak laptörténete sorolja fel. Ez a jelzés csupán a megfogalmazás eredetét és a szerzői jogokat jelzi, nem szolgál a cikkben szereplő információk forrásmegjelöléseként.